# Национална народна армија
Националана народна армија   је била главна оружана сила Немачке Демократске Републике.

## Историјат
Основана 1. марта 1956. као оружане снаге Демократске Републике Немачке

## Организација Националне Народне Армије
Националну Народну Армију чинило је три рода војске 
- Пешадију   бројала 180.000 људи
- Ратно ваздухопловство   18.300 људи
- Ратну морнарицу   58.000 људи

### Пешадија
- Дирекно држави подређена јединица
  - 40 Артиљеријска бригада 40. АБ Бланкенфелде
- Зборно подручје Север МБ Нојенбранденбург
  - 1. моторизована дивизија 1. МД Потсдам
  - 8. моторизована дивизија 8. МД Шверин
  - 9. Оклопна дивизија Хајнц Хофман (ННА) 9. ОД Егесин
  - 5. Ракетна бригада Бруно Леушнер, 5. РБ Деми
- Јужна војна област Лајпциг
  - 4. моторизована дивизија 4. МД Ерфурт
  - 11. моторизована дивизија 11. МД Хале
  - 7. Оклопна дивизија (ННА) 7. ОД Дрезден
  - 3 Ракетна бригада Ото Шваб, 3. РБ Таутенхајн

Посебну јединицу представљала је 40. падобранска јединица

### Ратно ваздухопловство
- 1. Дивизија Против Ваздушне Одбране 1. ДПВО Котбус
- 3. Дивизија Против Ваздушне Одбране 3. ДПВО Нојенбрандербург
- управа војног транспорта и снабдевања Националне Народне Армије (транспортни авиони) Штраусберг

### Ратна морнарица
- 1. Флотила Пенеминде
- 4. Флотила Рошток-Варнеминде
- 6. Флотила Руген
- 6. Погранична бригада обалске страже Рошток

## Наоуружање Националне Народне Армије
- 767 летелица од тога 24 авиона тип МИГ-29
- 208 бродова
- 2761 тенкова
- 133.900 војних возила
- 1.376.500 комада ватреног оружја
- 303.690 тона муниције
- 14.335 тона горива

## Опрема Националне Народне Армије
Наоружање армије Демократске Републике Немачке чинило је углавном оно совјетске производње и мали број из других источноевропских земаља. Источна Немачка је направила модификоване копије неколико оружја и дизајнирала и направила неколико типова камиона и мањих бродова.
Армија престаје да постоји 2. октобра 1990. године уједињењем две Немачке.